# Foro (district)
Pour les articles homonymes, voir Foro.
Foro est un district de la région Semien-Keih-Bahri de l'Érythrée. La principale ville et capitale de ce district est Foro. 